# Liste der Parròquies in Andorra
Dies ist eine Liste der Parròquies in Andorra.
Andorra besteht aus sieben parròquies (Sg. parròquia, ursprünglich Pfarreien, heute politische Gemeinden). Hauptstadt und größte Gemeinde des Landes ist Andorra la Vella mit 24.382 Einwohnern (Stand 31. Dezember 2022). In der folgenden Tabelle sind die sieben Parròquies und die Ergebnisse der offiziellen Schätzung für 1990, 2000 und 2022 angegeben. Die Flächenangaben und Bevölkerungszahlen beziehen sich auf die jeweilige Parròquia in ihren politischen Grenzen. Einige Parròquies werden noch weiter untergliedert in Viertel oder Nachbarschaften: Die Gemeinden Ordino, La Massana und Sant Julià de Lòria werden zum Beispiel in quarts gegliedert, während Canillo in elf veïnats untergliedert wird – diese entsprechen vielfach Dörfern.
| Nr. ∗ | Parròquia           | Fläche in km² | Bevölkerung | Bevölkerung | Bevölkerung |
| Nr. ∗ | Parròquia           | Fläche in km² | 1990        | 2000        | 2022        |
| ----- | ------------------- | ------------- | ----------- | ----------- | ----------- |
| 1     | Canillo             | 121           | 1290        | 2706        | 6111        |
| 2     | Encamp              | 74            | 7119        | 10.595      | 13.057      |
| 3     | Ordino              | 89            | 1289        | 2283        | 5426        |
| 4     | La Massana          | 61            | 3868        | 6276        | 11.785      |
| 5     | Andorra la Vella    | 12            | 19.022      | 21.189      | 24.382      |
| 6     | Sant Julià de Lòria | 60            | 6012        | 7623        | 10.112      |
| 7     | Escaldes-Engordany  | 47            | 12.235      | 15.299      | 15.737      |
|       | Andorra             | 464           | 50.835      | 65.971      | 86.610      |

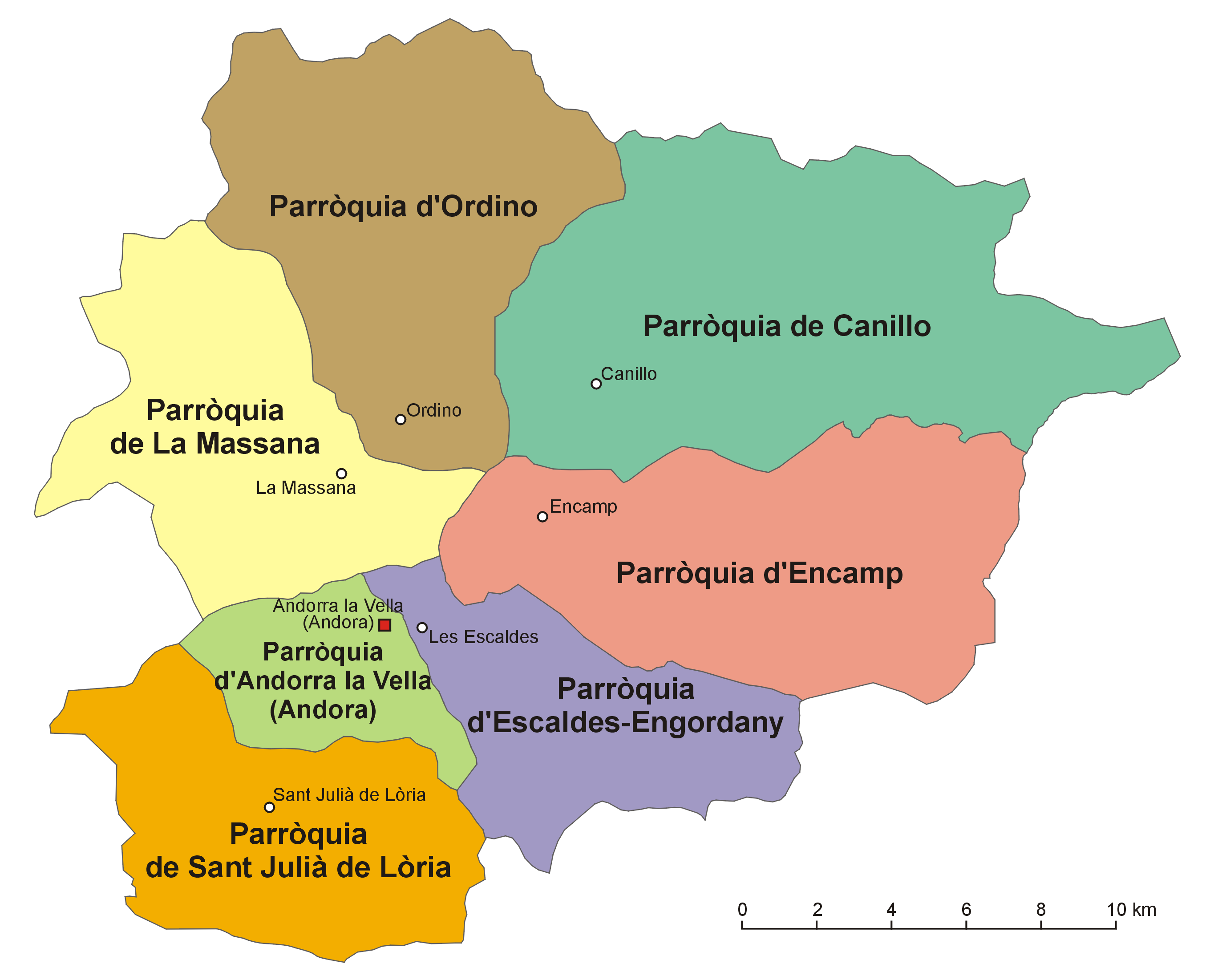
Parròquies von Andorra

∗  Protokollarische Reihenfolge